# Paw Paw, Illinois
Paw Paw là một làng thuộc quận Lee, tiểu bang Illinois, Hoa Kỳ. Năm 2010, dân số của làng này là 870 người.

## Dân số
Dân số qua các năm:
- Năm 2000: 852 người.
- Năm 2010: 870 người.